# Pantà de Sardoba
El pantà de Sardoba és una presa situada a la regió de Sirdaryo a l'Uzbekistan. Va ser construït a la zona travessada pel canal-aqüeducte de Mirzachul l'any 2017. Ja no existeix perquè va patir un accident i ser destruït el 2020.

## Disseny i construcció
La construcció es va iniciar el 2010, acabant el 2017. Volia utilitzar les terres fèrtils de les regions de Sirdaryo i Jizzakhi fomentar-ne l'agricultura. Va tenir un cost calculat de 1,3 bilions de so'ms d'Uzbekistan (equivalent a 404 milions de dòlars EUA ).

## Inundació
L'1 de maig de 2020 a les 05:55 del matí va començar a desbordar l'aigua del 6è mur de piquets de l'embassament de Sardoba i el cabal d'aigua va augmentar progressivament.

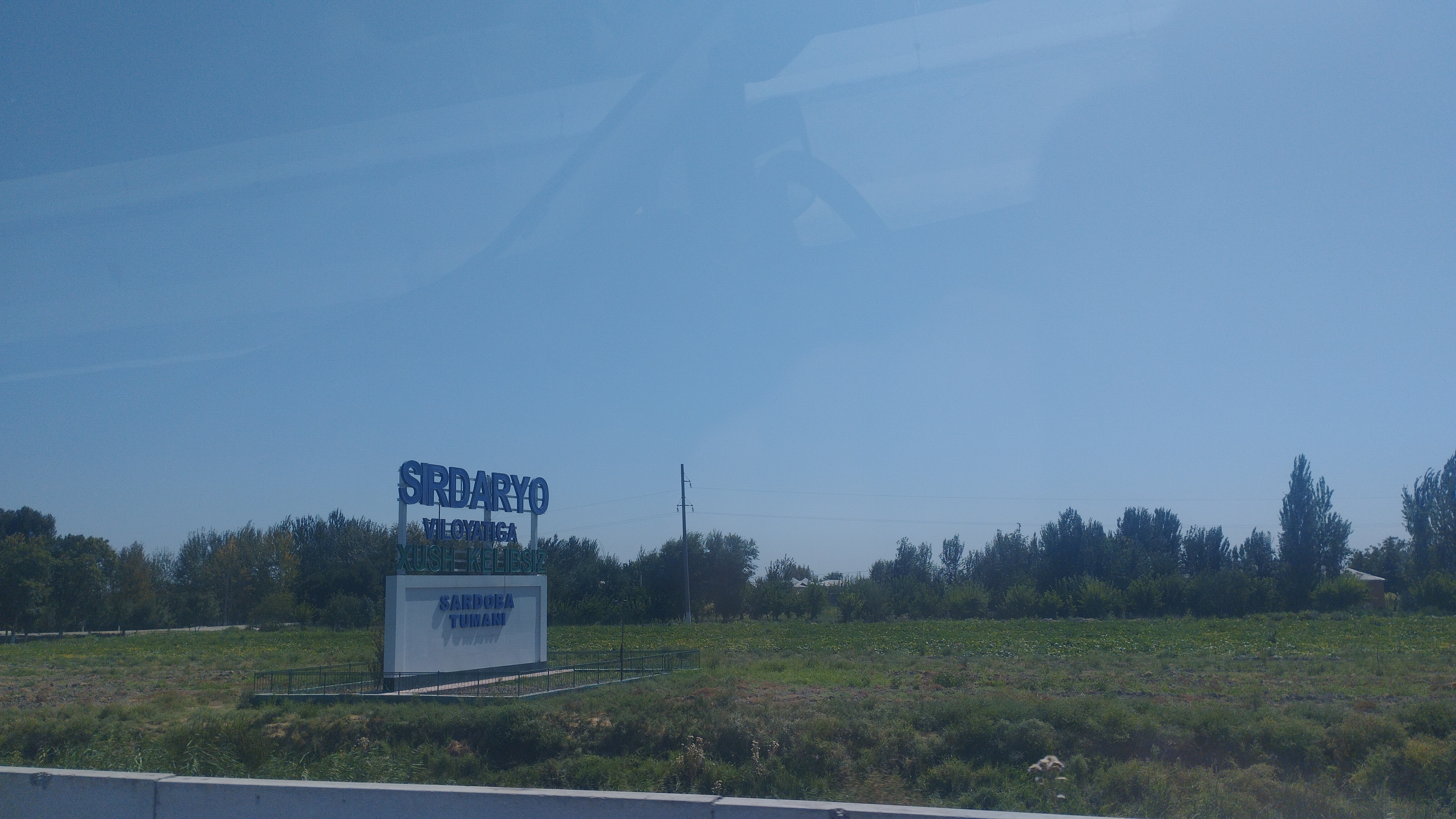
Cartell als afores de Sardoba

Com a resultat, el poble Qo'rg'ontepa va quedar sota l'aigua, a demés de la zona propera. Els seus residents van ser traslladats a la ciutat de Gagarin a la regió de Jizzakh  i els del Mirzaobod van ser traslladats a la ciutat de Yangiyer . El flux d'aigua de l'embassament es va dirigir cap al canal d'Abay al districte d'Oqoltin i després cap als llacs d'Arnasoy. Els habitants del poble de Sardoba també van ser traslladats a la ciutat de Gagarin. Segons la informació del ministeri d'emergències de la República d'Uzbekistan, 11.598 persones van ser evacuades el primer dia del desastre. El 2 de maig, 60.450 persones van ser traslladades a llocs segurs.
Com a conseqüència del desastre, quatre persones van morir (sis per una altra font ) i una persona va desaparèixer.i 19.592 hectàrees de terra van ser danyades a la com a conseqüència del desastre.